# Primrose (schip, 1975)
De Primrose was een roroveerboot die in dienst was op de trajecten tussen en Oostende-Ramsgate (1999-2008) en (2010), Spanje-Marokko (2009) en Piombino-Portoferraio (2010-2011).

## Geschiedenis
In 1978 werd het schip gebouwd op de werf van Cockerill Yards met bouwnummer 878. Opdrachtgever was de Belgische staatsrederij Regie voor Maritiem Transport België (RMT) en de oorspronkelijke naam was Princesse Marie Christine. De Marie Christine voer op het traject Dover-Oostende.
In 1987 ging de RMT een samenwerkingsovereenkomst aan met Townsend Thoresen en werd het schip overgeschilderd in de kleuren van die maatschappij. In 1993 beëindigde de RMT de samenwerking met TT's rechtsopvolger P&O Ferries en ging ze een nieuwe overeenkomst aan met Sally Lines. Van dan af ging de Marie Christine varen op de Oostende-Ramsgate lijn.

## Verkoop

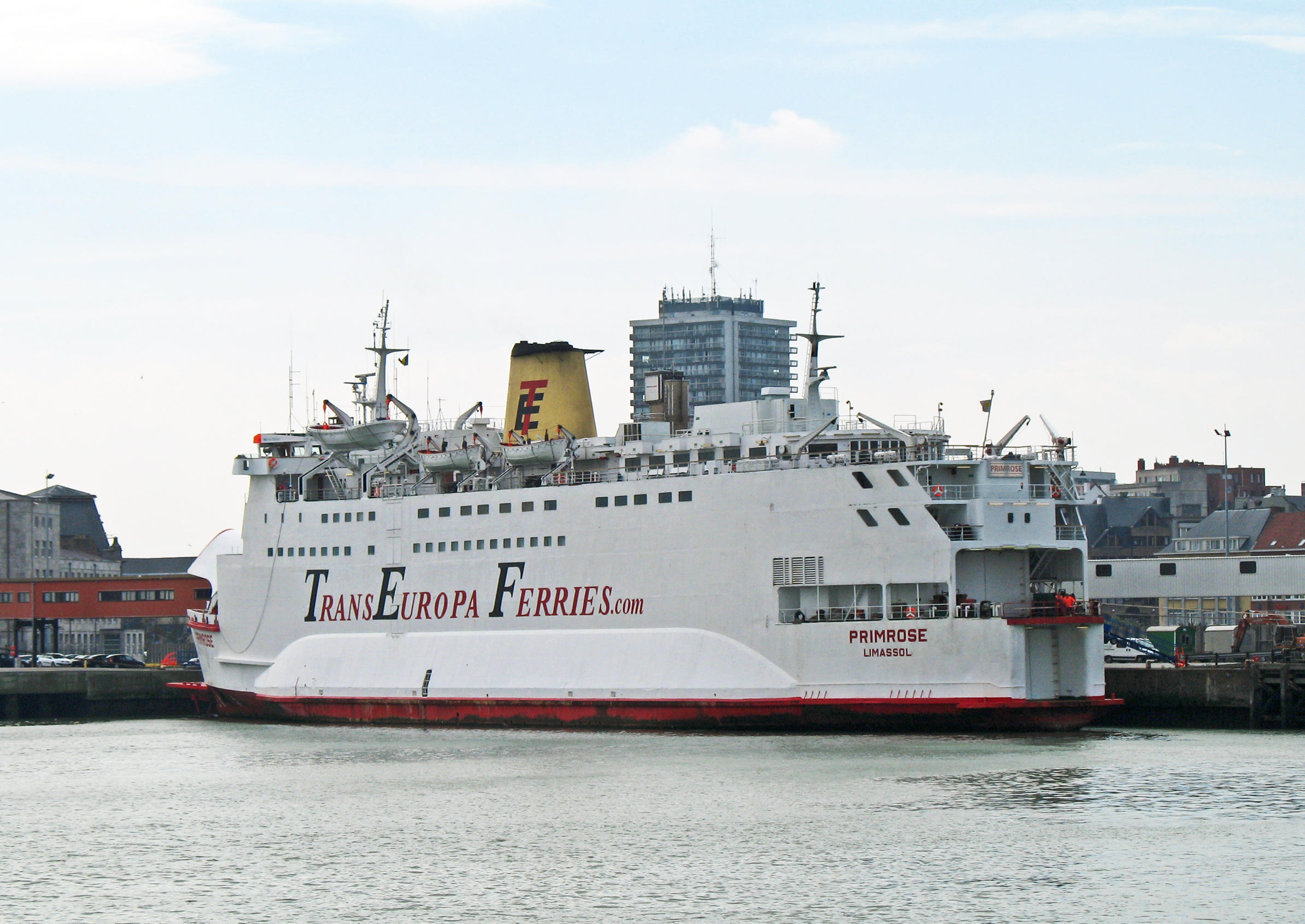
De Primrose in de haven van Oostende, september 2007

In 1998 werd het schip verkocht aan Denval Marine Consultants en herdoopt tot Primrose. In dat jaar werd het schip ook verbouwd, waardoor zijn breedte en diepgang toenamen: de kenmerkende verbreding ter hoogte van de autodekken van dit schip en zijn zusterschip Eurovoyager zijn daar het resultaat van. Hoewel de lengte exact gelijk bleef, nam de capaciteit van de Primrose aanzienlijk toe: na de verbreding kon het schip 104 auto's extra vervoeren (354 in plaats van 250) en 200 extra passagiers (1400 in plaats van 1200). De totale opstellengte voor voertuigen was nu 700 meter. De maximale breedte van het schip nam toe met 3,4 meter tot 23,32 meter, de diepgang steeg van 4,5 naar 5,05 meter en het deplacement nam met 730 ton toe tot 6753 ton.
Na de verkoop veranderde de formele thuishaven van het schip van Oostende naar Limasol. Daardoor kwam het onder Cypriotische vlag te varen.

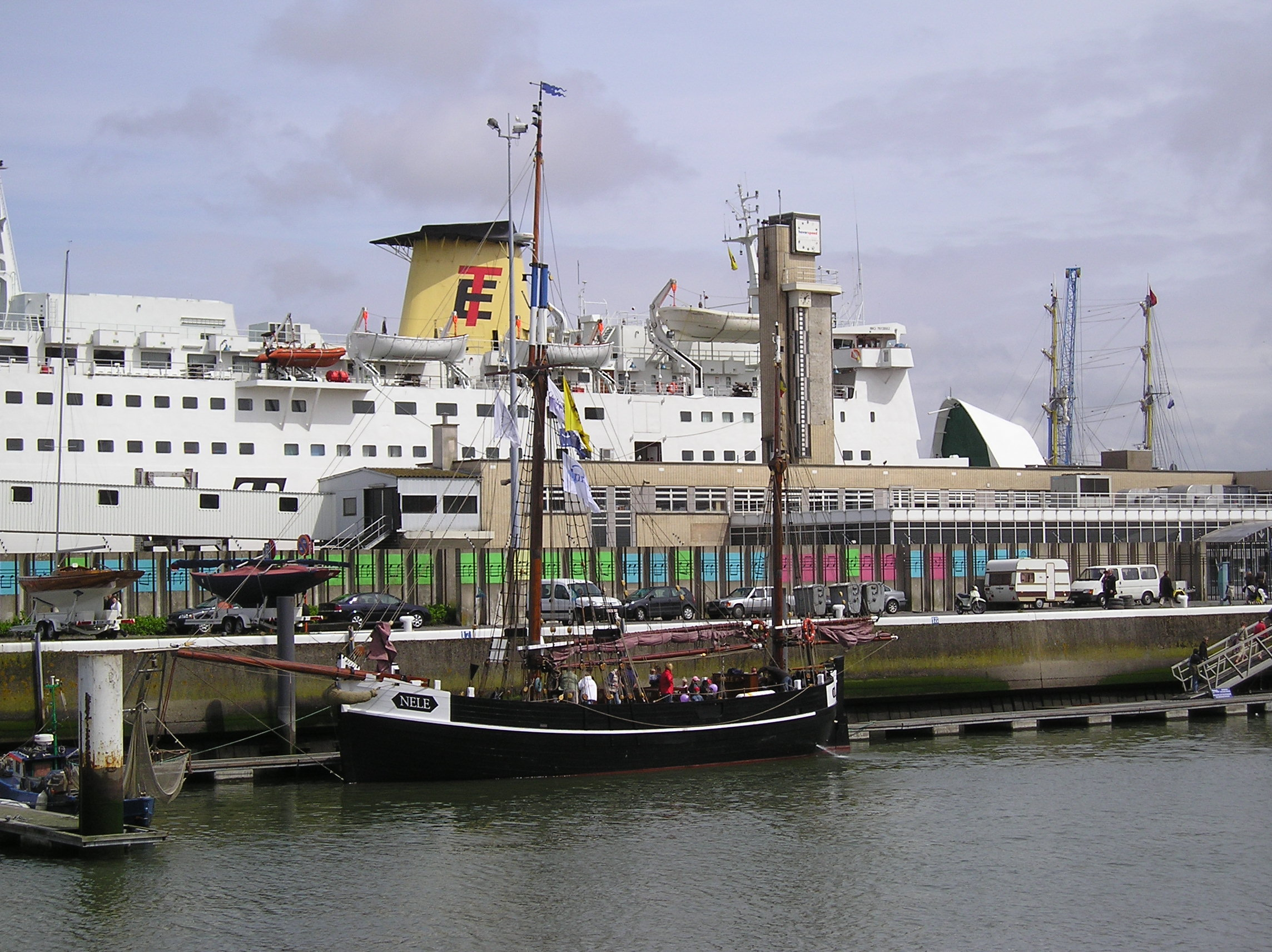
Op de achtergrond is de Primrose in TEF-kleuren te zien in Oostende.

### TransEuropa Ferries
Na de aankoop door Denval werd het schip gecharterd door Transeuropa Ferries en bleef het tot 2009 varen op de lijn Oostende-Ramsgate.

### Verder verloop
In de zomer van 2009 werd het schip tijdelijk gecharterd door de rederij Comarit voor een lijndienst tussen Spanje en Noord-Marokko om later dat jaar weer terug te keren naar Transeuropa Ferries en Ramsgate.
In 2010 verkocht Denval de Primrose aan de Italiaanse eigenaar Fisea uit Genua, maar de naam, vlag en thuishaven van de Primrose bleven ongewijzigd.
Rederij BluNavy uit Ciracusa exploiteerde als laatste de Primrose op de lijn Piombino naar Portoferraio.

## Sloop
In de lente van 2011 werd het schip uit dienst genomen en onder de naam Elegant-I maakte het zijn laatste reis naar de Indiase sloperij.

## Zusterschepen

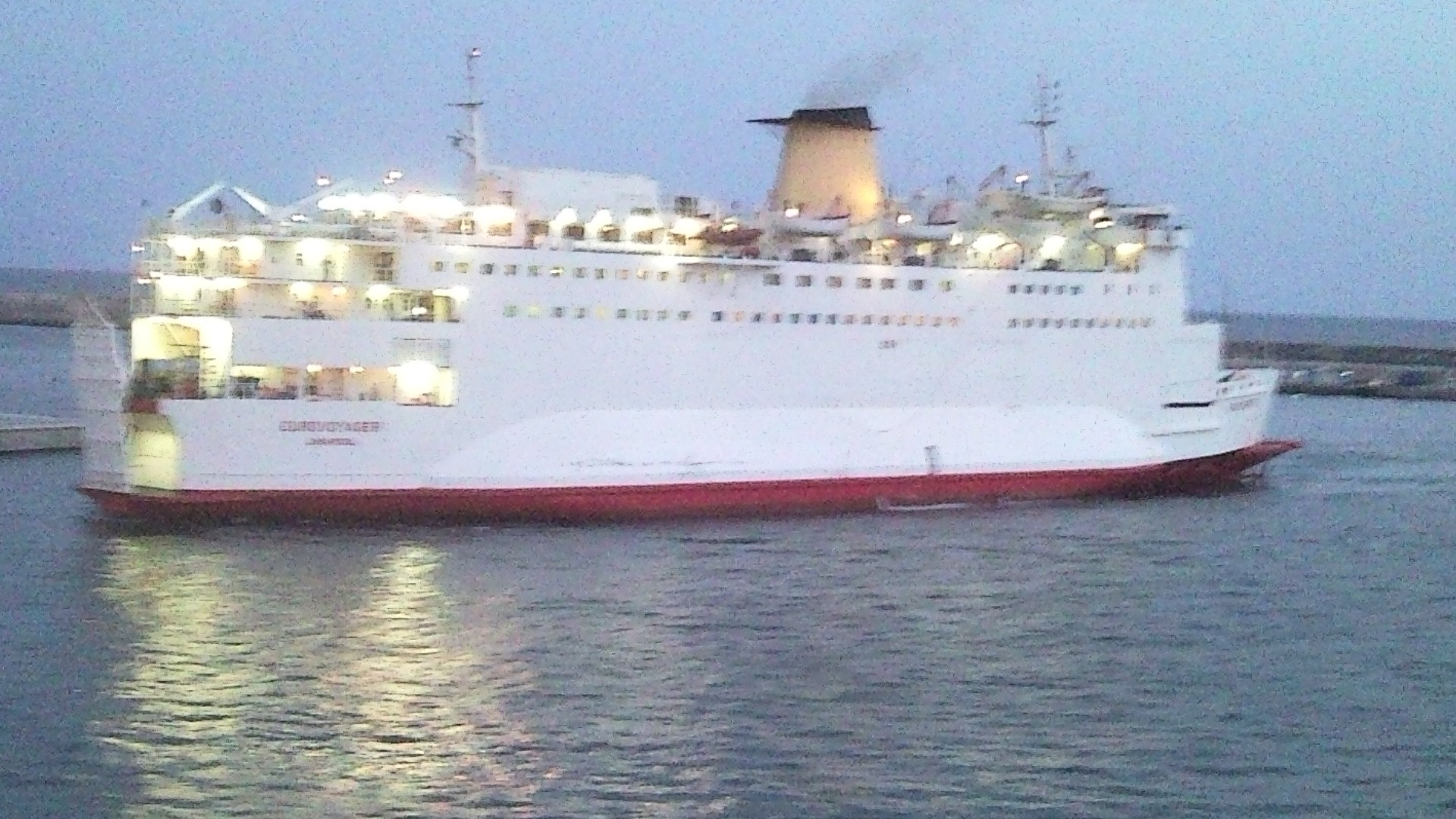
Zusterschip Eurovoyager in juli 2010 te Almeria

De Princes Marie Christine had oorspronkelijk twee zusterschepen, alle gebouwd door Belliard in Hoboken:
- de Prinses Maria-Esmeralda uit 1975, omgedoopt tot Wisteria (1995-1997), Beni-Ansar (1997-1998), Wisteria (1998-2000), Beni-Ansar (2000-2007) en via Beni naar Al-Arabia (2007). Dit schip is voor sloop verkocht aan India.[3]
- de Prince Albert uit 1978, later omgedoopt tot Eurovoyager.

Alle drie de schepen voeren oorspronkelijk voor de Regie Maritiem Transport (en via hen voor Townsend Thoresen en Sally Line) en vervolgens voor TransEuropa Ferries op de lijn Ramsgate-Oostende. Alle drie de schepen zijn rond 1998 verbouwd. Ze zijn inmiddels ook alle drie gesloopt.